# Alessia Rovegno
Alessia Rovegno Cayo (Lima, 20 de gener de 1998) és una actriu, model, cantant i reina de bellesa peruana.

## Biografia
Pertany a una de les famílies més influents del món de l'entreteniment peruà, que també inclou la seva tia i la famosa actriu Stephanie Cayo. Ella i la seva família són d'ascendència italiana. També és neboda dels actors Fiorella Cayo, Stephanie Cayo i Macs Cayo. Rovegno va estudiar a l'exclusiu Markham College i anys més tard va descobrir la seva passió pel model i el cant. Ha estat a la portada de les revistes peruanes COSAS i Asia Sur mentre que el 2022 va participar en la New York Fashion Week. El 6 d'octubre de 2021, va llançar la seva cançó Un Amor Como el Nuestro.

## Vida personal
El 12 de desembre de 2021, Rovegno es troba actualment en una relació amb l'atleta peruano Hugo García, és per aquesta relació que es va fer mediàtica i coneguda, ja que estava coberta pel món de l'espectacle.

## Concurs de bellesa
El 14 de juny de 2022, Rovegno va començar la seva carrera al concurs de bellesa a Miss Perú 2022 on va guanyar el títol de Miss Univers Perú 2022 i va ser succeïda per Yely Rivera d'Arequipa. Com a Miss Perú, Rovegno va representar el Perú a Miss Univers 2022 el 14 de gener de 2023 i va competir contra 83 candidates més al Centre de Convencions Ernest N. Morial de Nova Orleans, Louisiana, Estats Units d'Amèrica, on va acabar entre les 16 millors semifinalistes.

## Discografia
- Un amor como el nuestro (2021)
- Nada serio (2022)